# Ligne d'Abbeville à Eu
La ligne d'Abbeville à Eu, usuellement dénommée ligne d'Abbeville au Tréport, est une ligne française de chemin de fer mise en service en 1882 par la Compagnie du Nord, et qui se situe dans les départements de la Somme et de la Seine-Maritime. À voie unique et à traction thermique, elle constitue la ligne no 323 000 du réseau ferré national (RFN), et relie la gare d'Abbeville à celle d'Eu.
Toutes les gares intermédiaires restant ouvertes, avant la fermeture temporaire de la ligne depuis 2018, sont des PANG (points d'arrêt non gérés). Plus aucun croisement n'est possible sur le parcours, et la signalisation, de type block manuel (BM), gérée par un cantonnement assisté par informatique (CAPI), est entièrement contrôlée par le poste d'aiguillage d'Abbeville.

## Histoire

### Mise en service et apogée
Lors de l'étude d'utilité publique en 1872 – 1873, un passage par Saint-Valery-sur-Somme (puis par la côte) a été évoqué, mais a finalement été abandonné au profit du tracé actuel, plus direct et desservant les industries du Vimeu. La ligne est concédée à la Compagnie des chemins de fer du Nord par une convention signée le 30 décembre 1875 entre le ministre des Travaux publics et la compagnie. Cette convention est approuvée à la même date, par une loi qui déclare la ligne d'utilité publique.
La ligne d'Abbeville à Eu a été mise en service le 4 décembre 1882, par la Compagnie des chemins de fer du Nord, en prolongement des lignes de Lille à Béthune et de Béthune à Abbeville.
Lors de la Première Guerre mondiale (en l'occurrence en 1915), la ligne fut renforcée par une mise à double voie, le tout accompagné par la création de raccordements directs et de celle de la ligne de Feuquières à Ponthoile,. Cette deuxième voie subsiste en 1933 ; cependant, le retour à la voie unique a été effectué avant 1951, année où quatre gares intermédiaires (Quesnoy-le-Montant, Chépy - Valines, Feuquières - Fressenneville et Woincourt) disposaient d'un évitement.

### Déclin, fermeture et projet de réouverture
La SNCF, qui souhaitait initialement fermer la ligne en 1995, avait interrompu le trafic de fret (alors assuré par des UM de BB 66000) vers le début des années 1990. Préservée par la région Picardie pour le trafic TER, cette ligne a, dans les années 2010, un trafic modeste. Ce dernier est majoritairement composé d'omnibus TER Hauts-de-France circulant entre Abbeville et Le Tréport, assurés avec des X 76500 ou des B 82500 (auparavant par des X 4500,, puis des X 72500 et des X 73500). Cependant, y roulent en saison estivale des « trains de plaisir » du même réseau TER, assurés par des UM de Régiolis (auparavant des rames de voitures Corail Plus, tractées par des UM de BB 67400, ou des CC 72000 comme en 1999) pour le parcours Laon – Le Tréport, et des UM de X 76500 pour les services Amiens – Le Tréport.
Du fait qu'en complément des trains, la plupart des dessertes étaient assurées par autocars (depuis 1980, année où la possibilité de croisement a été supprimée) — en marquant parfois des arrêts à Miannay et à Yzengremer, communes n'ayant jamais disposé de gares —, la ligne était menacée de fermeture faute de modernisation de ses infrastructures, selon une étude de la FNAUT. Cette fermeture intervient effectivement le 28 mai 2018 (dernières circulations ferroviaires le 27), en raison d'un manque de financement pour effectuer ladite modernisation (d'un montant de 40 millions d'euros, selon SNCF Réseau),. La future réouverture commence à être décidée en juillet 2018 ; le financement serait puisé dans les fonds non utilisés du contrat de plan État-région 2015 – 2020 (révisé à l'occasion), après des études indépendantes pour redéfinir le coût des travaux à réaliser. Le lancement des diverses études est voté par le conseil régional des Hauts-de-France, en septembre (concernant le chantier de régénération) et en octobre 2018 (pour la future desserte) ; lors de la réouverture, l'exploitation pourrait être effectuée en navette par un autorail à hydrogène. À l'issue d'une réunion du comité de pilotage en septembre 2020, il est annoncé que ladite réouverture devrait être réalisée vers 2028 (la modernisation afférente, incluant la recréation d'un croisement à Feuquières-en-Vimeu, est réévaluée à 76 millions d'euros, montant qui pourrait être financé par le plan de relance gouvernemental) ; douze aller-retours les jours ouvrés et neuf les week-ends seraient alors mis en place (tout en permettant une correspondance systématique avec les trains Calais – Amiens – Paris en gare d'Abbeville). Finalement, il s'avère — en novembre 2023 — que la remise en service de la ligne devrait intervenir à une échéance non fixée, tandis que le coût pourrait atteindre 140 millions d'euros.

## Gares

Ancien bâtiment voyageurs de la gare de Quesnoy-le-Montant, devenu une maison d'habitation.

|  |   |  | Nom                         | Service(s)                | Nombre annuel de voyageurs (en 2018), | Coordonnées                 | Commune             |
|  | - |  | --------------------------- | ------------------------- | ------------------------------------- | --------------------------- | ------------------- |
|  | o |  | Abbeville                   | Voyageurs, fret et infra. | 710 325                               | 50° 06′ 08″ N, 1° 49′ 27″ E | Abbeville           |
|  | o |  | Faubourg-de-Rouvroy         | (Fermée en 1993)          |                                       | 50° 06′ 37″ N, 1° 48′ 31″ E | Abbeville           |
|  | o |  | Cambron - Laviers           | (Fermée en 1993)          |                                       | 50° 07′ 20″ N, 1° 46′ 48″ E | Cambron             |
|  | o |  | Gouy-Cahon                  | (Fermée en 1993)          |                                       | 50° 08′ 08″ N, 1° 44′ 34″ E | Cahon               |
|  | o |  | Cahon                       | (Fermée en 1993)          |                                       | 50° 07′ 10″ N, 1° 43′ 30″ E | Cahon               |
|  | o |  | Quesnoy-le-Montant          | (Fermée en 2018)          | 334                                   | 50° 06′ 32″ N, 1° 42′ 09″ E | Quesnoy-le-Montant  |
|  | o |  | Acheux - Franleu            | (Fermée en 2018)          | 235                                   | 50° 04′ 57″ N, 1° 39′ 27″ E | Chépy               |
|  | o |  | Chépy - Valines             | (Fermée en 2018)          | 5 618                                 | 50° 04′ 06″ N, 1° 38′ 09″ E | Chépy               |
|  | o |  | Feuquerolles                | (Fermée en 2018)          | 238                                   | 50° 03′ 54″ N, 1° 36′ 22″ E | Feuquières-en-Vimeu |
|  | o |  | Feuquières - Fressenneville | (Fermée en 2018)          | 9 990                                 | 50° 03′ 48″ N, 1° 35′ 20″ E | Feuquières-en-Vimeu |
|  | o |  | Woincourt                   | (Fermée en 2018)          | 7 732                                 | 50° 03′ 31″ N, 1° 32′ 13″ E | Woincourt           |
|  | o |  | Eu                          | Voyageurs (halte)         | 23 158                                | 50° 03′ 15″ N, 1° 25′ 01″ E | Eu                  |

(Les gares indiquées en gras sont celles de bifurcation, présentes comme passées.)
La disposition des infrastructures ferroviaires, notamment celle de ces gares, est visible sur le schéma de la ligne.